# J.A. Martin photographe
Pour les articles homonymes, voir Martin.
Pour plus de détails, voir Fiche technique et Distribution.
J.A. Martin photographe est un film dramatique québécois réalisé par Jean Beaudin, sorti en 1977.
Le film remporte le prix d'interprétation féminine (Monique Mercure) et le prix du jury œcuménique au Festival de Cannes 1977.

## Synopsis
L’action se déroule au Québec au tournant du XXe siècle, alors que la photographie est encore naissante. Chaque été, le photographe Martin quitte sa famille et part sillonner le Québec rural où il vend les photographies qu’on lui demande de prendre. Une année, sa femme décide de le suivre dans son périple. Après quinze ans de mariage, elle n’a jamais pu partager cet aspect de la vie de son mari. Sur le chemin de sa passion à lui, c’est pour les deux un temps de redécouverte de l’autre et des autres. 

## Fiche technique
- Titre original : J.A. Martin photographe
- Réalisation : Jean Beaudin
- Scénario et dialogues : Jean Beaudin et Marcel Sabourin
- Musique : Maurice Blackburn
- Direction artistique : Vianney Gauthier
- Costumes : Louise Jobin
- Coiffure et maquillage : Brigitte McCaughry
- Directeur de la photographie : Pierre Mignot, Pierre Letarte
- Son : Jacques Blain, Jean-Pierre Joutel
- Montage : Jean Beaudin et Hélène Girard
- Assistant-réalisateur : Michel Gauthier
- Perchiste : Alain Corneau
- Scripte : Monique Champagne
- Éclairage : Kevin O'Connell, assisté de Jacques Fortier
- Directeurs de production : Michel Dandavino et Françoise Berd, assistés de Michel Siry et Jean Courteau
- Machiniste : Denis Deslauriers
- Production : Jean-Marc Garand
- Société de production : Office national du film du Canada
- Société de distribution : Office national du film du Canada
- Pays d'origine :  Canada
- Langue : français, anglais
- Format : couleur (Eastmancolor) — 35 mm
- Genre : Drame
- Durée : 101 minutes
- Dates de sortie :
  - Canada : 11 février 1977 (sortie en salle au Québec)
  - France : 17 août 1977
  - Canada : 2007 (DVD)

## Distribution
- Marcel Sabourin : Joseph-Albert Martin
- Monique Mercure : Rose-Aimée Martin
- Jacques Bilodeau : Hormidas Lambert
- Yvan Canuel : oncle Joseph
- Jean Lapointe : Adhémar
- Colette Courtois : Mme Lambert
- Pierre Gobeil : M. Tremblay
- Guy L'Écuyer : Raoul
- Germaine Lemyre : tante Demerise
- Denise Proulx : la patronne de l’hôtel
- Yvon Leroux : Hector
- Henry Ramer : Scott
- Denis Robinson : Julien Tremblay
- Marthe Thiéry : Mémère
- Catherine Tremblay : Dolorès Martin
- Mariette Duval : une voisine
- Denis Hamel : Mathieu Martin
- Stéphane L’Écuyer : David Martin
- Marthe Nadeau : tante Alma (Mlle Lachapelle)
- André St-Denis : l'habitant
- Robert Desroches : le patron de l'hôtel
- Charlie Beauchamp : le vieux à l'hôtel
- Luce Guilbeault : Mme Beaupré
- Denis Drouin : M. Beaupré
- Madeleine Pageau : une cliente
- Éric Gaudry : un client
- Walter Massy : M. Wilson
- Jean Mathieu : un ouvrier
- Pierre Daigneault : calleux
- Paul Cormier : violoneux
- Bobby Lalonde : violoneux
- Jocelyn Bérubé : violoneux
- Louise Dubigue : la mariée
- Gaétan Girard : marié
- Françoise Berd : une vieille fille
- Colette Dorsay : une vieille fille

## Distinctions

### Prix
Le film reçoit plus d’une douzaine de prix internationaux dont : 
- Festival de Cannes 1977 :
  - Prix d'interprétation féminine du Festival de Cannes pour Monique Mercure (ex æquo avec Shelley Duvall pour Trois Femmes (Three Women)
  - Prix du jury œcuménique (ex æquo avec La Dentellière)

- Prix Etrog 1977 :
  - Etrog de la production au Canadian Films Awards pour Jean-Marc Garand
  - Etrog de la meilleure performance d’actrice dans un premier rôle au Canadian Films Awards pour Monique Mercure
  - Etrog du meilleur montage pour Jean Beaudin et Hélène Girard

- 1984 : Sixième place au palmarès du Festival du film de Toronto parmi les dix meilleurs films canadiens de tous les temps.

### Nominations
- Festival de Cannes 1977 : sélectionné en compétition officielle pour la Palme d’or